# August Busck
August Busck (ur. 18 lutego 1870 w Randers, zm. 7 marca 1944) – duński entomolog z obywatelstwem amerykańskim.
Uczęszczał na uczelnię w Ordrup (dzielnicy Kopenhagi) oraz na Uniwersytet Kopenhaski, gdzie otrzymał tytuł doktora w 1893.
Od 1889 do 1893 nauczał botaniki i zoologii w Ordrup College oraz kopenhaskim liceum. Po wycieczce na World’s Columbian Exposition w Chicago otworzył firmę kwiatową w Charleston w Wirginii i otrzymał obywatelstwo amerykańskie. W 1896 został asystentem Theodore’a Pergande’a w dziale entomologii Departamentu Rolnictwa Stanów Zjednoczonych. Został również specjalistą od molowców w Narodowym Muzeum Historii Naturalnej.
Często podróżował na Kubę, do Indii Zachodnich i Panamy badać tamtejsze komarowate. W Meksyku, Gujanie Brytyjskiej i Indiach Zachodnich badał skośnika bawełnowego, szkodnika bawełny. W 1908 wyjechał do Anglii, by pomóc Thomasowi de Grey w przygotowaniu tomu o molowcach do Biologia Centrali-Americana. W latach 1903–1910 był członkiem Washington Biologists’ Field Club. W 1940 odszedł na emeryturę z Narodowego Muzeum Historii Naturalnej i otrzymał stypendium z Uniwersytetu Yale, by pomóc w identyfikacji molowców w zbiorach hawajskiego Muzeum Bishopa.
W czasie swoich badań August Busck opublikował około 150 prac. Opisał około 600 gatunków amerykańskich molowców.